# 金蝶堂総本店
有限会社金蝶堂総本店（きんちょうどうそうほんてん）とは、岐阜県大垣市にかつて本店があった和菓子店。
大垣市内には2つの金蝶園総本家のほかに「金蝶」と名の付く和菓子店が複数存在し、しばしば混同されていた。

## 概要
大垣の銘菓「金蝶饅頭」や水まんじゅうを販売していた和菓子店。「金蝶饅頭」は「柿羊羹」（つちや）や「みそ入大垣せんべい」（田中屋せんべい総本家）とともに大垣の「三銘菓」とも呼ばれた。
1862年（文久2年）創業。彦根藩の奥女中として奉公していた吉田すゑが桜田門外の変による混乱から実家の大垣に戻り、和菓子作りを始めたのが起源とされる。評判は大垣藩家老の小原鉄心にも伝わり、鉄心の言葉を受けて京都へ修行に赴き酒素饅頭を学んで鉄心に献上した。これに喜んだ鉄心は金の蝶の飾りが付いた簪を贈り、すゑは酒素饅頭を「金蝶饅頭」と名づけた。金蝶饅頭は、2012年（平成24年）12月5日に当時の天皇が大垣を訪れた際にも献上された。
4代目のころに「金蝶堂」の名前で暖簾分け、あるいは他家による「金蝶」と名の付く和菓子店が増えたため、屋号として「金蝶堂総本店」を名乗るようになる。
6代目の吉田大助が継承していた2019年（平成31年）に業績悪化から3月1日に事業を停止、翌3月2日に自己破産を申請。得意先であった鈴木栄光堂の支援を受けながら破産に向けた手続きが進められ、2020年（令和2年）3月18日に岐阜地方裁判所大垣支部が破産手続開始を決定、同年7月2日に法人格が消滅した。
「金蝶饅頭」「金蝶」「金蝶堂」の商号は金蝶堂総本店が有していたが、これらの商号については破産に際して鈴木栄光堂が買い取っていた。金蝶堂総本店の破産手続完了後に吉田大助は鈴木栄光堂傘下のグループ企業で修業などを経て、栄光堂ホールディングス（鈴木栄光堂が2023年に商号変更）が地域貢献を目的として新たに出店した総合施設「船町ベース」内に入居する和菓子店の個人事業主として再スタートを切った。新たな屋号は「シン・金蝶堂」とされ、「シン」は庵野秀明の作品群からのインスパイアであり同音の様々な漢字の意味が込められている。

## 商品
- 金蝶饅頭
- 水まんじゅう
- ドラ焼き ちよどら
- かりんとボーロ 黒助
- 墨俣一夜城もなか